# ملكية تاكيل-آنا-إيليسو كودورو

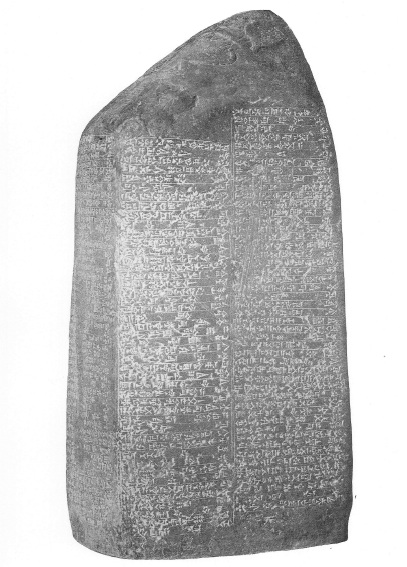

تركة (تاكيل آنا أليسو كدورو)، هي لوحة قديمة من الحجر الجبري الابيض من بلاد ما بين النهرين، أولوحة الاستحقاق، التي يعود تاريخها إلى الجزء الأخير من الكيشين العصر الذي يعطي تاريخ التقاضي بشأن الميراث المتنازع عليها على مدى ثلاثة أجيال أو أكثر من أربعين عاما. يصف فيها الفداء الإرثي، أو «مطالبة النسب»، ويوفر قدرًا كبيرًا من المعلومات المتعلقة بالميراث خلال أواخر العصر البرونزي. تم تحديده من خلال بيانات النسخ، واسمه (اسومي انتيتو قاربار سالاتي كانك دينم)، «هذه اللوحة عبارة عن نسخة من ثلاث وثائق مختومة مع مراسيم (ملكية)»  وتسجل الأحكام القانونية الصادرة في ثلاث فترات متتالية من الملوك، الأول اسمه اداد شوما ادينا (حوالي 1222-1217 قبل الميلاد)، أداد شوما شور (حوالي 1216-1187 قبل الميلاد) وميلي-شيباك (حوالي 1186-1172 قبل الميلاد). إنه نص معاصر يؤكد تسلسل هؤلاء الملوك الكيشيين المدرجين في قائمة الملوك البابليين ويقدم أفضل دليل على أن أول هؤلاء لم يكن على الأرجح مجرد تعيين آشوري خلال هيمنتهم الأخيرة على بابل من قبل توكولتي نينورتا الأول، حيث كرم الملوك اللاحقون أحكامه.

## اللوحة
تم التنقيب عن الكودورو من أنقاض معبد مردوخ في بابل من قبل هرمزد رسام ورئيس فورمانه داود توما في عام 1880 وهو الآن في المتحف البريطاني الذي تم تخصيصه بالمتحف المرجعي. نقش النص على ستة أعمدة على كتلة حجرية بارتفاع قدمين تعلوها قمة مثلثة منحوتة بخمسة عشر رمزًا إلهيًا.
تبدأ القضية «عندما سقط منزل (تاكيل آنا أليسو) لعدم وجود وريث في زمن الملك (أداد شوما أدينا)، أعطى الملك (أداد شوما أدينا) المنزل (أي التركة) لـ تاكيل آنا أليسو إلى أور-نينتنوجا، شقيق تاكيل آنا أليسو».

### استدعاء الآلهة في اللعنات
كما هو معتاد في مثل هذه الآثار، تم التذرع بالعديد من الآلهة لشتم أي طرف قد يعترض على القرار القانوني المسجل في كودورو. وشملت هذه آنو، انليل، وإيا (الشر العين)، الخطيئة، SAMAS ، أدد ومردوخ (تمزيق المؤسسة)؛ نينغورسو وباو (مصير بلا مبالاة) وشامش وأداد (الخروج على القانون)؛ باب نيجين كارا (تدمير المعالم)، اوراسو ناينجال (الشر)؛ آلهة الكيشية سوكامونا وصوماليا (الذل أمام الملك والأمراء)، عشتار (الهزيمة)؛ كل الآلهة المسماة (تدمير الاسم).

### من الشخصيات
لقد تغيرت أدوار أسماء المشاركين وقراءاتهم منذ نشر النص لأول مرة والتعرفات الواردة هنا تتبع Paulus (2007)، الذي يجادل بأن نتيجة القضية تتوقف على أداء «محنة النهر».
الأنصار:
- تاكيل آنا أليسو، المتوفى، بارو أو العراف
- أور ناينتنكوا، ابن سامو، زميل أو «شقيق» بارو للمتوفى

الخصوم والشهود في عهد أداد شوما ادينا:
- كيدين-نينورتا، ابن [أنا] لوس [u- ، ابن ابنة تاكيل-آنا-إيلشو، المدعي الأول، يخسر القضية
- زاكيب باب [نيجارا] ، «شقيق» المتوفى، المدعي الثاني، يخسر القضية
- نينورتا مشتال «شقيق» المتوفى المدعي الثالث يخسر الدعوى
- إنليل-ذاكر-سومي، نجل N [أ، سانداباكوامن نيبور، الشاهد
- كودورانا، ابن إنليل- [. . . . .]، الشاهد
- بني عامي [. . . . . . . . . .]، الشاهد

الخصوم والشهود في عهد أداد شوما أوشور:
- ازكريا، ابن عدالالو، ابن ابنة بيت تاكيل آنا أليسو، المدعي الرابع، يخسر القضية
- إنليل شوم إمبي، ابن دايان مردوخ، نيشاكو - كاهن إنليل، وشانداباكو من نيبور، يتصرف بناءً على تعليمات الملك
- تاكيل آنا أليسو، ابن نينورتا، حاكم المقاطعة، مسؤول يشارك اسم المتوفى، دور غير مؤكد
- بيلانو، مشترٍ غير مقصود لـ 10 GUR من التركة، تم الحصول عليه من ابن مجهول الهوية للمتوفى
- ريموتا وتابنوتا، ابنا بيلانو، المدعيان الخامس والسادس، عوضوا بعد فداء الأرض
- اميل نبع ممثل الملك

الخصوم والشهود في عهد ميلي-شيباك:
- ايو دوري ابن (بيت؟) إنليل كيدني، المدعي السابع، يشكو من أنه تم التغاضي عنه عندما استولى شابًا على الأرض بالقوة، وكسب قضيته عندما تعرض لمحنة النهر
- مردوك كودري اشور، ابن اورناينتنقوا
- نابو شاكين شومي، علاقة غير مؤكدة، لكنها تربط اودارو بمنزل انليل كيدني
- إنليل ندين شومو، ابن آو داري، المدعي الثامن والأخير، يتبادل الحجز للحصول على تعويض بعد أن تمت تبرئة مردوخ كودوريشور من خلال محنة نهرية ثانية في باراك ماري

## المنشورات الرئيسية
- C. W. Belser (1894). "Babylonische Kudurru-Inschriften". في F. Delitzsch, Paul Haupt (المحرر). Beiträge zur Assyriologie, II. J. C. Hinrichs. ص. 187–203. “Grenzstein” no. 103
- F. E. Peiser (1892). "Inschrift aus der Zeit der Könnige Rammân-šum-iddin, Rammân-nâdin-aḫi, Mili-Siḫu". في K. B. Schrader (المحرر). Keilinschriftliche Bibliothek, III. Reuther & Reichard. ص. 154–163.
- L. W. King (1912). Babylonian Boundary Stones and Memorial-Tablets in the British Museum. British Museum. pp. 7–18, pls. V–XXII
- F. X. Steinmetzer (1922). Die babylonischen kudurru (Grenzsteine) als Urkundenform. no. 3
- Ursula Seidl (1989). Die Babylonischen Kudurru-Reliefs: Symbole Mesopotamischer Gottheiten. Academic Press Fribourg. no. 12
- Susanne Paulus (2012). Die babylonischen Kudurru-Inschriften von der kassitischen bis zur frühneubabylonischen Zeit (AOAT 396). Ugarit-Verlag. (Forthcoming)